# Пружанський район
Пружанський район (біл. Пружанскі раён) — адміністративно-територіальна одиниця у складі Берестейської області Білорусі.. Адміністративний центр — місто Пружани.
Етнічно район ділиться на українську та білоруську частини, розмежування проходить по річці Ясельді.

## Географія
Площа — 28 тис. км². 46 % району охоплюють сільсько-господарські угіддя, 42 % — ліси. На західній частині території району розташована Біловезька Пуща.

## Адміністративно-територіальний устрій
Адміністративно-територіальний устрій району:
- Великосельська сільська рада
  - село Бакуни
  - село Велике Село
  - село Залісся
  - село Заріччя
  - село Лихосельці
  - село Лозовка
  - село Обруб
  - село Передельськ
  - село Радецьк
  - село Староволя
  - село Юхновичі
  - село Ялово
- Зеленевицька сільська рада
  - село Апеляновичі
  - село Борисики
  - село Бояри
  - село Брантовці
  - село Бушняки
  - село Вільяново
  - село Головчиці
  - село Груськ
  - село Гута
  - село Зеленевичі
  - село Зельзин
  - село Зиновичі
  - село Крупа
  - село Кузевичі
  - село Лисково
  - село Могилевці
  - село Мозолі
  - село Мосевичі
  - село Осошники
  - село Рачки
  - село Шейпичі
  - село Шпаки
  - село Ярошевичі
- Линовська сільська рада
  - село Араб'ї
  - село Бакуни
  - село Винець
  - село Воротне
  - село Довге
  - село Загор'я
  - село Задворяни
  - селище Інтернаціональний
  - село Концики
  - село Кругле
  - село Куплин
  - село Линово
  - село Заневичі
  - село Кутневичі
  - село Миколаєвичі
  - село Млинок
  - село Олишевичі
  - село Обеч
  - село Ольшани
  - село Оранчиці
  - село Полонне Заболоття
  - село Репехи
  - село Смоляни
  - село Ткачі
  - село Туловщина
- Мокровська сільська рада
  - село Бельчиці
  - село Боровики
  - село Залісся
  - село Замошшя
  - село Клепачі
  - село Козли
  - село Котра
  - село Красне
  - село Лежайка
  - село Лихачі
  - село Мокре
  - село Немковичі
  - село Нестерки
  - село Новодворці
  - село Піски
  - село Постолово
  - село Рудники
  - село Силичі
  - село Стаї
  - село Трухоновичі
  - село Яновці
- Новозасимовицька сільська рада
  - село Нові Засимовичі
- Пружанська сільська рада
  - село Арабники
  - село Білоусовщина
  - село Великі Яковичі
  - село Бузуни
  - село Городняни
  - село Жадени
  - село Каштановка
  - село Ляхи
  - село Малі Яковичі
  - село Огородники
  - село Плебанці
  - хутір Поліново
  - село Поросляни
  - село Семенча-1
  - село Семенча-2
  - село Слобудка
  - село Слонимці
  - селище Сонечний
- Ружанська сільська рада
  - село Байки
  - село Березниця
  - село Близна
  - село Бор-Липи
  - село Бутьки
  - село Верчиці
  - село Виторож
  - село Власовичі
  - село Воля
  - село Ворониловичі
  - село Долки
  - село Єськовці
  - село Загаличі
  - село Запілля
  - село Каплі
  - село Карасі
  - село Клепачі
  - село Ковалі
  - село Колозуби
  - село Куляни
  - село Лососин
  - село Манчики
  - село Молочки
  - село Новосади
  - село Островок
  - село Павлово
  - село Пересадичі
  - село Полонськ
  - село Товцвили
  - село Щитно
  - село Юндили
- Сухопільська сільська рада
  - село Андріяновка
  - село Бабинець
  - село Великий Красник
  - село Борки
  - село Галени
  - село Глубокий Кут
  - село Глушець
  - село Гриневичі
  - село Детоветчина
  - село Ізбиці
  - село Клетне
  - село Левки
  - село Малий Красник
  - село Мурава
  - село Непомациновка
  - село Новосілки
  - село Попелево
  - село Приколесь
  - село Ровбицьк
  - село Сухополь
  - село Хвалово
  - село Хвойник
  - село Чадель
  - село Чепелі
  - хутір Яновщизна
- Хоровська сільська рада
  - село Березовка
  - село Бортновичі
  - село Вощиничі
  - село Добучин
  - село Жогали
  - село Залісся
  - село Кобиловка
  - село Колядичі
  - село Комлище
  - село Новосілки
  - село Носки
  - село Осетниця
  - село Пиняни
  - село Рожковичі
  - село Росохи
  - село Скорці
  - село Смоляниця
  - село Стасюки
  - село Хвалевичі
  - село Хорова
- Шонівська сільська рада
  - село Городечно
  - село Жабин
  - село Засимовичі
  - село Засіми
  - хутір Квасовщина
  - село Клетне
  - село Козий Брод
  - село Котелки
  - село Либія
  - село Поддубно
  - село Прилутчина
  - село Середнє
  - село Сосновка
  - село Харки
  - село Хомно
  - село Чахець
  - село Шакуни
  - село Шени
  - село Шубичі
- Шерешевська сільська рада
  - село Білий Лісок
  - село Васьки
  - хутір Вискулі
  - село Манці
  - село Довге
  - село Пациничі
  - село Кивачина
  - село Криниця
  - село Купичі
  - село Мильниськ
  - село Окольник
  - хутір Перерово
  - село Суховщина
  - селище Юбілейний
  - село Ясень
- Щорчовська сільська рада
  - село Александровка
  - село Блажки
  - село Броди
  - село Вишня
  - село Голосятино
  - село Гончарі
  - село Дедовка
  - село Зосин Великий
  - село Зосин Малий
  - село Козаки
  - село Котили
  - село Старуни
  - село Стойли
  - село Тараси
  - село Хидри
  - село Хитевщина
  - село Чабахи
  - село Щерби
  - село Щорчово

Колишні сільські ради:
- Ворониловицька сільська рада (ліквідована 1 грудня 2009[4])
- Старовольська сільська рада (ліквідована 1 грудня 2009[4])

## Історія
Під час Другої світової війни та післявоєнної української збройної боротьби проти радянської окупаційної влади район належав до Кобринського надрайону («Лан») Берестейського окружного проводу ОУН.

## Населення
За переписом населення Білорусі 2009 року чисельність населення району становило 52 511 осіб.

### Національність
Розподіл населення за рідною національністю за даними перепису 2009 року:
| Національність                | Осіб  | Відсоток |
| ----------------------------- | ----- | -------- |
| білоруси                      | 45940 | 87,49 %  |
| росіяни                       | 3378  | 6,43 %   |
| українці                      | 1786  | 3,40 %   |
| поляки                        | 972   | 1,85 %   |
| цигани                        | 91    | 0,17 %   |
| татари                        | 49    | 0,09 %   |
| національність не вказана     | 43    | 0,08 %   |
| молдовани                     | 39    | 0,07 %   |
| вірмени                       | 31    | 0,06 %   |
| національність не повідомлена | 31    | 0,06 %   |
| литовці                       | 28    | 0,05 %   |
| узбеки                        | 16    | 0,03 %   |
| німці                         | 14    | 0,03 %   |
| азербайджанці                 | 12    | 0,02 %   |
| чуваші                        | 9     | 0,02 %   |
| дві та більше національності  | 9     | 0,02 %   |
| мордва                        | 7     | 0,01 %   |
| удмурти                       | 6     | 0,01 %   |
| інша національність           | 6     | 0,01 %   |
| комі-перм'яки                 | 5     | 0,01 %   |
| євреї                         | 4     | 0,01 %   |
| латиші                        | 4     | 0,01 %   |
| греки                         | 4     | 0,01 %   |
| грузини                       | 3     | 0,01 %   |
| башкири                       | 3     | 0,01 %   |
| осетини                       | 3     | 0,01 %   |
| казахи                        | 2     | 0,00 %   |
| марійці                       | 2     | 0,00 %   |
| естонці                       | 2     | 0,00 %   |
| гагаузи                       | 2     | 0,00 %   |
| китайці                       | 1     | 0,00 %   |
| араби                         | 1     | 0,00 %   |
| болгари                       | 1     | 0,00 %   |
| карели                        | 1     | 0,00 %   |
| фіни                          | 1     | 0,00 %   |
| чехи                          | 1     | 0,00 %   |
| французи                      | 1     | 0,00 %   |
| абазини                       | 1     | 0,00 %   |
| вепси                         | 1     | 0,00 %   |
| евени                         | 1     | 0,00 %   |
| Разом                         | 52511 | 100 %    |

## Пам'ятки
На території району розташовується гідрологічний заказник Ліновський ялицевий ліс — пам'ятка природи республіканського значення.

## Уродженці
- Віктор Вашкевич — український науковець.
- Крупський Йосип Григорович — білоруський художник
- Якуб Харевський — білоруський партизанський отаман, один з керівників антирадянського руху опору в Білорусі у 1942–1948 роках
- Володимир Кирилович Ясинський — український науковець у галузі математичної кібернетики. Доктор фізико-математичних наук, професор, академік АН ВШ України
- Іцхак Шамір — один із керівників спецслужби «Моссад», прем'єр-міністр Ізраїлю.